# Rhodesiella quadrilineata
Rhodesiella quadrilineata är en tvåvingeart som beskrevs av Cherian 2002. Rhodesiella quadrilineata ingår i släktet Rhodesiella och familjen fritflugor. Inga underarter finns listade i Catalogue of Life.